# Orthotrichia extensa
Orthotrichia extensa är en nattsländeart som beskrevs av Martynov 1935. Orthotrichia extensa ingår i släktet Orthotrichia och familjen smånattsländor. Inga underarter finns listade i Catalogue of Life.